# یواس‌اس رامبچ (دی‌یی-۳۶۴)
یواس‌اس رامبچ (دی‌یی-۳۶۴) (به انگلیسی: USS Rombach (DE-364)) یک کشتی بود که طول آن ۳۰۶ فوت (۹۳ متر) بود. این کشتی در سال ۱۹۴۴ ساخته شد.